# Off Broadway (banda)
Off Broadway (também conhecidos por Off Broadway USA) são uma banda de power pop de Chicago, Estados Unidos, formada em 1977 e, em seu início, atuante durante o período da new wave. Segundo Tim Sendra, no Allmusic, "como o Cheap Trick, Off Broadway tocou uma peculiar e empolgante mistura de melodias 'beatlescas' com um poder similar aos Move. Eles não faziam rock tão 'hard', e seu vocalista, Cliff Johnson, nem de longe teve o estilo e a abrangência que Robin Zander (do Cheap Trick) teve, mas eles escreveram canções cativantes e conseguiram vender cerca de 200.000 cópias de seu debut de 1979, On", que contém a música "Stay In Time" em sua abertura e que está presente na coletânea DIY: Shake It Up! - American Power Pop II (1978-80), lançada em 1993. Sendra diz que "eles podem nunca ter chegado ao grande momento, mas eles são lembrados com muito carinho pelos conhecedores de power pop em todo o mundo".

## História

### 1977-1979: Início e formação, Atlantic Records,On
Em 1971, John Pazdan estava tocando em uma banda de Oak Park (Illinois) e, por um breve momento, Cliff Johnson se tornara o vocalista. Esta banda seria o Pezband, que lançaria três álbuns; porém Johnson e Pazdan já estavam fora da formação. No verão de 1977, o guitarrista Dan Santercola, o  baterista Paul McDermott e o baixista John Pazdan estavam em uma banda, apoiando o saxofonista Tom Webb, que dissolveu o grupo após um curto período. Santercola, Pazdan e McDermott resistiram e, com a adição do tecladista Paul Darrow, formaram uma outra banda, que tocava uma combinação de acid jazz, funk e "caos instrumental", para fazer shows em um lugar de Chicago chamado There Is No Name. Eles não tinham cantor, decidindo procurar um vocalista. Uma namorada de Pazdan, Deborah McManus, que estava interessada em promover o quarteto, sugeriu o nome de Cliff Johnson, que entra no grupo após um telefonema. Na época, Johnson estava interessado em Roxy Music.
O nome Off Broadway foi retirado de uma ideia de Deborah McManus, que disse "vocês sabem... parece que vocês, se vocês fossem do teatro, vocês seriam como... vocês sabem... Off-Broadway"; e o nome acabou ficando. O primeiro show oficial deles foi no Harlow's Nightclub, Chicago, em dezembro de 1977. A banda era composta por Dan Santercola na guitarra, Paul McDermott na bateria, Paul Darrow nas teclas, Cliff Johnson nos vocais e John Pazdan no baixo e sintetizador. Outros músicos foram se revezando, com Rob Harding substituindo Santercola, o guitarrista John Ivan substituindo o tecladista Paul Darrow e Mike Neff assumindo o lugar de Paul McDermott na bateria; tudo isso acontecendo na primavera de 1978. A página Archive Off Broadway cita que, após uma batalha tempestuosa entre mais de uma dúzia de grandes gravadoras, a Atlantic Records assina com Off Broadway em 1979 e lançam o álbum On, sua estreia, contendo as músicas "Stay In Time" e "Full Moon Turn My Head Around", que saíram em single; com a primeira alcançando a posição #51 da Billboard Hot 100. A formação deste disco foi Cliff Johnson, John Pazdan, John Ivan, Rob Harding, Jai Winding no teclado e Ken Harck na bateria. O produtor foi Tom Werman.

### 1980-1983:Quick Turns, fim
O álbum de estreia recebeu boas críticas e vendeu quase 300 mil cópias em sua cidade natal, Chicago (alcançando #101 na Billboard 200). Depois, a Atlantic relançou o disco em CD. Do final dos anos 70 até meados de 1980, a banda fez centenas de performances ao vivo em locais dos Estados Unidos, singularmente, muitas vezes com formações desencontradas. Um segundo álbum, Quick Turns, foi liberado para vendas com alguma relutância, mas revelou-se uma oferta forte, gerando os singles "Automatic" e "Are You Alone". Esta gravação não contou com a presença de John Pazdan (sendo substituído por Mike Gorman), mas mantinha Cliff Johnson, John Ivan, Rob Harding e Ken Harck. Eles continuaram por alguns anos, separando-se em 1983.

### 1996-1998: Black On Blond, relançamento deOn, retorno,Fallin' In,Live At Fitzgerald's
Tim Sendra comenta que, talvez inspirados pela nova onda de bandas que soavam muito parecidas com o Off Broadway, e pelo relançamento de On (em 1996), os quatro integrantes da banda original se reúnem no final dos anos 90 como Black On Blond e começam a tocar em clubes na área de Chicago. Devido a pedidos do público, adicionam material do Off Broadway nas sessões, logo decidindo tornar-se o Off Broadway novamente. Em 1997, a banda grava e lança seu primeiro álbum em 17 anos, Fallin' In, e segue com um álbum ao vivo em 1998, Live At Fitzgerald's, gravado em 20 de dezembro de 1997.

### 2013: Tributo ao The Records
Em 2013, a banda fornece a música "All Messed Up And Ready To Go", uma cover da banda inglesa The Records, para o tributo australiano Starry Eyed. 

## Discografia

### Álbuns
- On (1979) – Atlantic Records (relançamento em CD em 1996)
- Quick Turns (1980) – Atlantic Records
- Fallin' In (1997) – Pavement Records[15]

A página oficial da banda comenta que os álbuns On e Quick Turns foram, respectivamente, lançados em 1980 e 1981; no entanto, uma imagem do Discogs comprova, no caso de On, ser a edição norte-americana de 1979, sendo que esta discografia segue a informação contida no Allmusic. 

### Singles 7" (EUA)
- A: "Stay In Time" / B: "Full Moon Turn My Head Around" (1979) – Atlantic Records, nº catálogo 3647[7]
- A: "Stay In Time" (mono) / B: "Stay In Time" (estéreo) (1980) – Atlantic Records, nº catálogo 3647 (promocional)[18]
- A: "Automatic" (estéreo) / B: "Automatic" (mono) (1980) – Atlantic Records, nº catálogo 3781 (promocional)[19]
- A: "Are You Alone" (estéreo) / B: "Are You Alone" (mono) (1980) – Atlantic Records, nº catálogo 3799 (promocional)[11]

### Ao vivo
- Live At Fitzgerald's (1998) – NMG Records[20]

### Músicas em coletâneas de power pop e tributos
- DIY: Shake It Up! - American Power Pop II (1978-80) (1993) - Rhino Records (música "Stay In Time")
- Starry Eyed – The Records Tribute (2013) – Zero Hour Records (música "All Messed Up And Ready To Go")